# Mantelzelllymphom
Das Mantelzelllymphom (MCL, engl. mantle cell lymphoma) ist ein malignes Lymphom und zählt zu den B-Zell-Non-Hodgkin-Lymphomen.

## Nomenklatur
Das Mantelzelllymphom hat seinen Namen vom charakteristischen Aussehen (der Zytomorphologie) der Lymphom-Zellen, die ähnlich aussehen wie die (gesunden) Zellen, die normalerweise in der Mantelzone der Lymphknoten zu finden sind. Die ältere Bezeichnung zentrozytisches Lymphom ist praktisch deckungsgleich mit dem Mantelzelllymphom.

## Epidemiologie
Das Mantelzelllymphom ist eine seltene, aber in ihrer Häufigkeit zunehmende Erkrankung. Seine Inzidenz beträgt 2/100.000 pro Jahr, wobei vierfach so viele Männer wie Frauen betroffen sind. Das durchschnittliche Erkrankungsalter liegt bei 60 Jahren.

## Pathologie
Das Mantelzelllymphom ist durch die reziproke Translokation t(11;14)(q13;q32) zwischen den Chromosomen 11 und 14 gekennzeichnet, wodurch Cyclin-D1 verstärkt exprimiert wird. Hierdurch kommt es zur Auslösung des Zellzyklus und damit einer erhöhten Zellvermehrung.

## Klinik
Typischerweise geht die Erkrankung mit Lymphknotenschwellungen einher, da sich die MCL-Zellen in lymphatischem Gewebe, etwa auch in der Milz oder den Rachenmandeln, ansammeln. Oft ist auch das Knochenmark von der Erkrankung betroffen, wo die MCL-Zellen die blutbildenden Zellen verdrängen können. Dies zeigt sich in einer Anämie (Mangel an roten Blutkörperchen), die zu Müdigkeit und geringerer Leistungsfähigkeit führt, einer Leukopenie (Mangel an weißen Blutkörperchen), die die Anfälligkeit für Infektionen erhöht, und einer Thrombopenie (Mangel an Blutplättchen), die das Blutungsrisiko steigert. Bei einer höhergradigen Infiltration des Knochenmarks durch das Mantelzelllymphom können die MCL-Zellen auch im Blut zu finden sein. Zudem können so genannte B-Symptome bestehen (Fieber, Nachtschweiß und Gewichtsverlust). Häufig ist auch der Verdauungstrakt von der Erkrankung betroffen (z. B. Infiltration der Magen- oder Darmwand), sehr viel seltener und oft erst in einem späten Stadium der Erkrankung auch das ZNS.

## Diagnose
Zur Diagnose des Mantelzelllymphoms wird ein vergrößerter Lymphknoten chirurgisch entnommen und histologisch, immunhistochemisch und genetisch untersucht. Das Ausmaß des Knochenmarkbefalls wird mithilfe einer Knochenmarkaspiration bestimmt. Zum Nachweis, dass es sich um MCL-Zellen handelt, wird mittels FISH-(Fluoreszenz-in-situ-Hybridisierung-)Analyse die für das Mantelzelllymphom pathognomonische Translokation t(11;14)(q13;q32) in den Zellen nachgewiesen. Alternativ kann die Cyclin-D1-Überexpression in den Zellen mittels Immunhistochemie nachgewiesen werden. Charakteristisch für MCL-Zellen ist des Weiteren die Expression von CD5, im Gegensatz zu den ebenfalls CD5-positiven CLL-Zellen sind MCL-Zellen jedoch gewöhnlicherweise CD23-negativ. Zur Bestimmung der prognostisch relevanten Wachstumsrate der MCL-Zellen wird zusätzlich die Ki-67-Rate erhoben, sowie eine genetische Untersuchung auf das Vorkommen einer (prognostisch ungünstigen) tp53-Mutation durchgeführt.
Mantelzelllymphome werden nach generellen Kriterien mithilfe des MIPI (MCL International Prognostic Index) in drei verschiedene Risikogruppen eingeteilt. Der MIPI berücksichtigt die Faktoren Alter, Allgemeinzustand des Patienten nach dem ECOG-Score, Höhe des LDH-Wertes und der Leukozytenzahl im Blut, der MIPIb zusätzlich noch die Ki-67-Rate.
Um die Ausbreitung der MCL-Zellen in andere Körperregionen zu bestimmen (Staging), wird eine Computertomographie, unter Umständen auch ein PET-CT von Hals, Brust- und Bauchraum sowie Becken durchgeführt. Die im Anschluss an dieses Staging durchgeführte Ann-Arbor-Klassifikation (Stadien 1–4) hat allerdings, im Unterschied zum Staging bei soliden Tumoren, nur begrenzt prognostischen Wert, da das Mantelzelllymphom (wie alle Lymphome und Leukämien) nicht im eigentlichen Sinne „metastasiert“. Bei Diagnose wird der weitaus größte Teil der Patienten in das Stadium 4 nach Ann Arbor eingeordnet.

## Therapie
Das Mantelzelllymphom ist eine ausgesprochen heterogene Erkrankung. Die Wahl der Therapie wird daher immer auch nach genetisch, immunhistochemisch oder anhand des klinischen Verlaufs der Krankheit bestimmbaren Merkmalen ausgerichtet. Das heißt etwa, dass bei klinisch indolenten Fällen mittels „watchful waiting“ oft über Jahre hinweg auf eine intensive Therapie verzichtet werden kann. Im Normalfall wird jedoch für Patienten jünger als 65 Jahre eine intensive Immunchemotherapie angestrebt. Etablierte Therapieoptionen sind etwa R-CHOP/DHAP (eine kombinierte Therapie mit dem Anti-CD20-Antikörper Rituximab und den Chemotherapeutika Cyclophosphamid, (Hydroxy-)Doxorubicin, Vincristin (auch bekannt als Onkovin) und Prednison alternierend mit Rituximab, Dexamethason, Cytarabin und Cisplatin) mit anschließender autologer Stammzelltransplantation, das sogenannte „Nordische Protokoll“ (Maxi-CHOP alternierend mit Cytarabin in Hochdosis) mit anschließender autologer Stammzelltransplantation oder das vor allem in den USA angewendete R-Hyper-CVAD (Rituximab, Cyclophosphamid, Doxorubicin, Vincristin und Prednison alternierend mit Methotrexat). Eine anschließende Erhaltungstherapie, mindestens aber eine „präemptive Therapie“ bei Labornachweis einer „minimalen Resterkrankung“ (MRD-Positivität) mit Rituximab, gilt bei all diesen Therapien mittlerweile als Standard.
Bei älteren Patienten über 65 Jahren wird in der Regel eine weniger intensive Therapie mit BR (dem Chemotherapeutikum Bendamustin und Rituximab) oder mit R-CHOP (Rituximab in Kombination mit den Chemotherapeutika Cyclophosphamid, (Hydroxy-)Doxorubicin, Vincristin (auch bekannt als Oncovin) und Prednison) angestrebt. Es folgt eine Erhaltungstherapie mit Rituximab.
Sonderformen des Mantelzelllymphoms (blastisches MCL, tp53-Mutationen) sprechen auf die üblichen Chemotherapien schlecht oder nur kurzzeitig an. In diesen Fällen kommen oft schon zu Therapiebeginn Medikamente zum Einsatz, die bei anderen Patienten erst nach einem Rezidiv, einem Wiederauftreten der Krankheit nach einer zunächst erfolgreichen Behandlung, angewendet werden. Bei jüngeren, fitten Patienten kann auch die Möglichkeit einer allogenen Stammzelltransplantation erwogen werden.
Für Behandlungen in der Zweitlinie werden chemotherapeutische Medikamente eher selten, etwa als „Bridging“ zu einer allogenen Stammzelltherapie oder einer CAR-T-Zelltherapie eingesetzt. Gewöhnlicherweise kommen in der Zweitlinie biologische, zielgerichtete Medikamente bzw. Medikamentenkombinationen zum Einsatz. Weitgehend einig ist man sich darüber, dass BTK-Inhibitoren (Ibrutinib, Acalabrutinib, Zanubrutinib) in diesem Zusammenhang eine herausragende Rolle spielen. Ebenfalls wirksam, vor allem im Kombination mit BTK-Inhibitoren, sind BCL2-Inhibitoren (Venetoclax). Zusätzlich werden Immunmodulatoren (Lenalidomid) und Proteasomen-Inhibitoren (Bortezomib, Ixazomib) eingesetzt. Weitere Medikamente werden in klinischen Studien getestet, darunter etwa nicht-kovalente BTK-Inhibitoren (Pirtobrutinib), CDK 4/6-Inhibitoren (Palbociclib), BiTE-Antikörper (Blinatumomab, Epcoritamab, Glofitamab) und monoklonale Antikörper gegen ROR1 (Zilovertamab).
Nach einem Rezidiv, der auf die Anwendung eines BTK-Inhibitor folgt, sind seit Dezember 2020 in Deutschland CAR-T-Zell-Therapien für die Behandlung eines Mantelzelllymphoms zugelassen.

## Prognose
Das Mantelzelllymphom hat unter den Non-Hodgkin-Lymphomen (NHL) die ungünstigste Prognose, da es einerseits das schnelle Wachstum der aggressiven NHL aufweist und zugleich wie die indolenten NHL in der Regel nicht kurativ behandelbar ist. Die Prognose des Mantelzelllymphoms hängt dabei jedoch in sehr hohem Maße von individuellen Faktoren, etwa der spezifischen Tumorbiologie, ab. So hat ein nicht unerheblicher Teil der Patienten auch über Jahre hinweg einen klinisch indolenten Verlauf.  Andererseits haben blastische Mantelzelllymphome sowie Mantelzelllymphome mit einer tp53-Mutation eine deutlich schlechtere Prognose. Insgesamt ist jedoch vor allem durch die Zulassung neuer Medikamente in der Behandlung von Rezidiven die durchschnittliche Überlebenserwartung von MCL-Patienten in den letzten Jahren stark angestiegen.